# OOBE (Out of Body Experience)
OOBE (Out of Body Experience) – polski zespół muzyczny założony w 1998 r. w Polkowicach. Tworzący w gatunkach rock, rock alternatywny, rock psychodeliczny.

## Muzycy

### Obecny skład zespołu
- Rafał Kajak – gitara (od 1998)
- Maciej Sołtys – wokal (2002, 2003-2005, 2006, od 2021)[1]
- Bartek Doszczeczko – gitara basowa (2016-2018, od 2021)
- Jakub Kulak – perkusja (od 2021)[2]

### Byli członkowie zespołu
- Łukasz Dulewski – wokal (1998-2002, 2010, 2017-2021)
- Emanuel Nowak – gitara basowa (1998 -2006, 2012-2014)[3]
- Marcin Kisiecki – perkusja (1998- 2006, 2012-2014)[4]
- Waldemar Konieczny – gitara (2002-2006, 2016-2018)
- Dawid Nowak – gitara (2003-2004, 2012-2014, 2021-2022)[5]
- Rafał Surowicz – perkusja (2010, 2016-2021)
- Sławomir Turliński – gitara basowa, wokal (1998, 2002-2003)[6][7]
- Grzegorz Mazur – gitara (1998)
- Krzysztof Turliński – wokal (2005-2006)[8]
- Dawid Marków – instrumenty klawiszowe (2005-2006)
- Artur Pajdosz – gitara basowa (2010)
- Nicole Kudełka – wokal, instrumenty klawiszowe (2014-2017)
- Weronika Lasko – wokal (2014-2016)[9]
- Dariusz Łazikowski – gitara (2017)
- Patryk Gaj – gitara basowa (2014-2016)
- Arkadiusz Bojaryn – perkusja (2014-2016)
- Wojciech Pajdowski – gitara basowa (2016, 2018-2021)

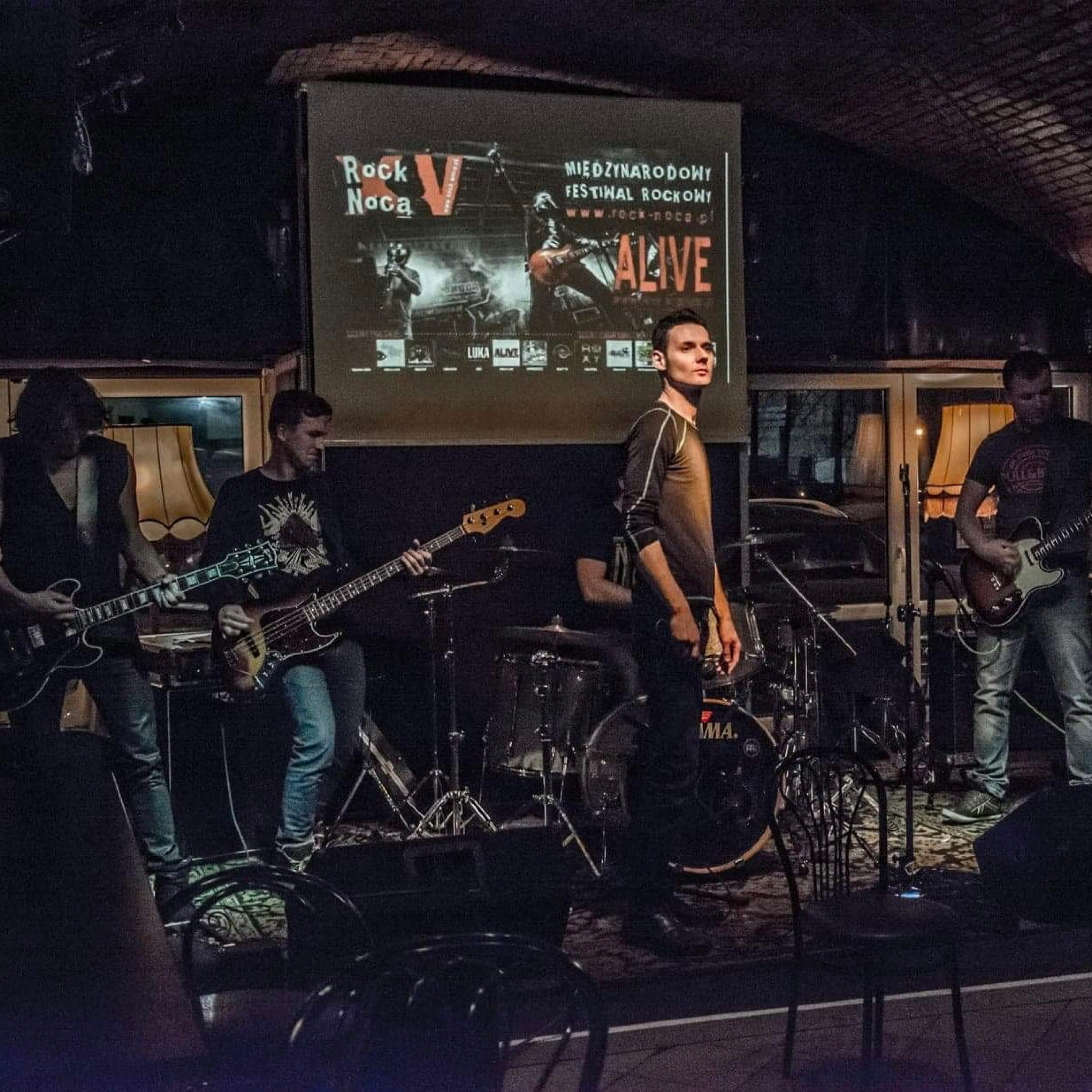
Koncert zespołu OOBE podczas festiwalu "Rock Nocą" w klubie Alive we Wrocławiu, zdjęcie z koncertu zostało wykorzystane jako okładka albumu "Demo 2014"

- Andrzej Kubrycz – wokal (2014)[10]

## Dyskografia

### Albumy

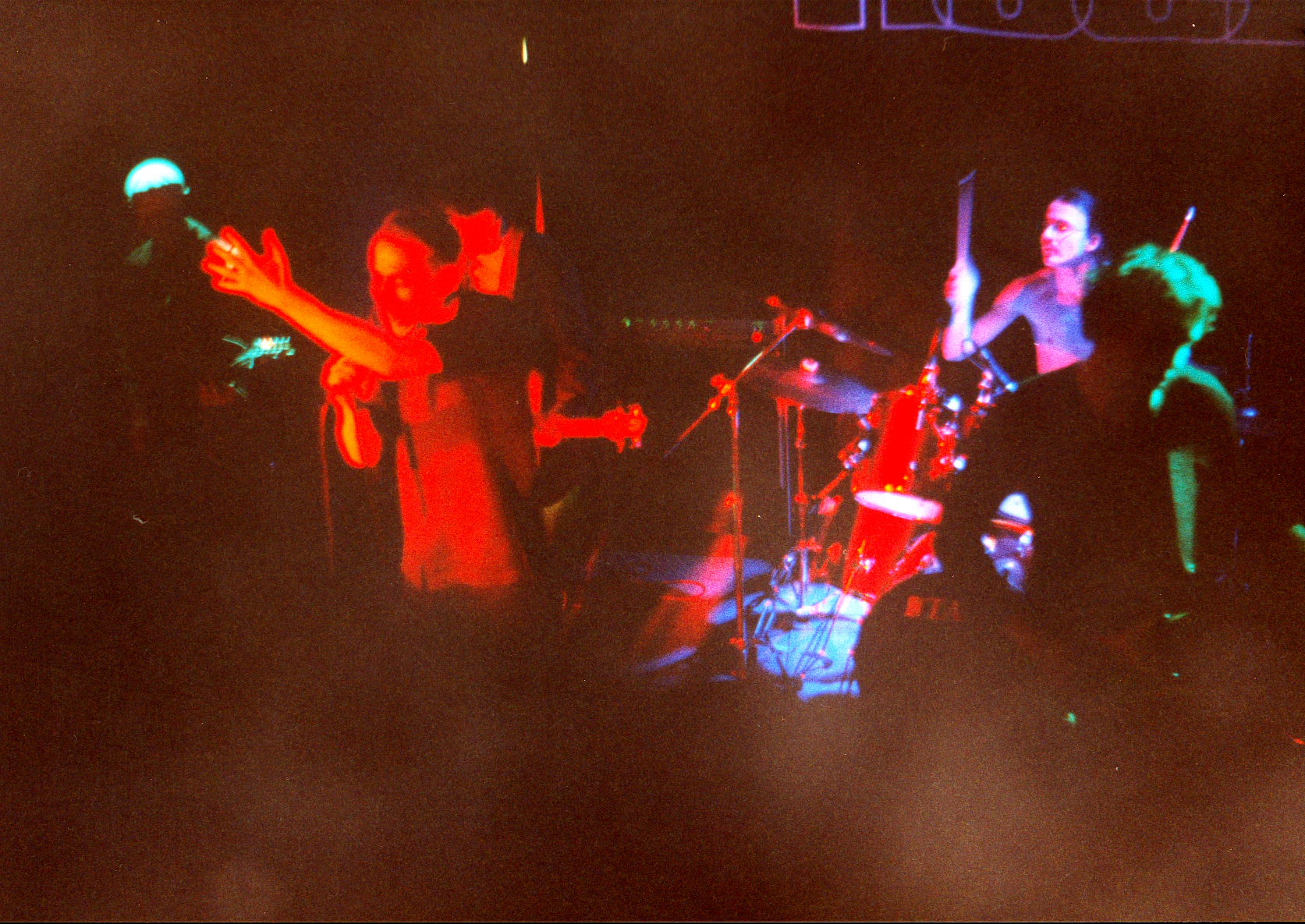
Koncert zespołu podczas Ligi Rocka w Jeleniej Górze w 2003 roku

| Rok  | Tytuł        | Utwory | Twórcy                                                                               |
| ---- | ------------ | --- | ------------------------------------------------------------------------------------ |
| 2003 | Imperfection | - Faye - Strange Ramblers - Fellows - From there megaphone - Shape - Home - First - Xen - Swallowed sums - Imperfection - She closes her eyes - Antigravity | - Rafał Kajak - Maciek Sołtys - Maciek Kisiecki - Emanuel Nowak - Waldemar Konieczny |
| 2004 | Sundries     | - Useless - All clouds by - Straight line - Hill - Mr. Mexico retired - Starship - Biggest foe - You never know - Out there                                 | - Rafał Kajak - Maciek Sołtys - Maciek Kisiecki - Emanuel Nowak - Waldemar Konieczny |
| 2014 | Demo 2014    | - We Butterflies - Open and find - For the sake - I know it's time - Every Time - Into outo                                                                 | - Rafał Kajak - Maciek Sołtys - Maciek Kisiecki - Emanuel Nowak - Dawid Nowak        |

## Wideografia

### Teledyski
| Data premiery | Tytuł        | Informacje dodatkowe                                                                                         |
| ------------- | ------------ | --- |
| 2003          | Imperfection | - reżyseria i montaż: Grzegorz Mazur - zdjęcia zostały nakręcone podczas sesji w polskim Radiu Wrocław       |
| 2004          | Shape        | - teledysk został nakręcony w ramach nagrody za zajęcie 2. miejsca w Big Star Festiwal 2003 r.               |
| 2021          | Silverman    | - reżyseria i montaż: Grzegorz Mazur - teledysk został nominowany do New York Lift-Off Film Festival 2021 r. |